# Episodi de I ragazzi della prateria (seconda stagione)
La seconda stagione della serie televisiva I ragazzi della prateria è stata trasmessa in anteprima negli Stati Uniti d'America dalla ABC tra il 22 settembre 1990 e il 4 maggio 1991.
| nº    | Titolo originale        | Titolo italiano | Prima TV USA      | Prima TV Italia |
| ----- | ----------------------- | --------------- | ----------------- | --------------- |
| 1     | Born to Hang            |                 | 22 settembre 1990 |                 |
| 2     | Ghosts                  |                 | 29 settembre 1990 |                 |
| 3     | Dead Ringer             |                 | 6 ottobre 1990    |                 |
| 4     | Blood Moon              |                 | 13 ottobre 1990   |                 |
| 5     | Pride and Prejudice     |                 | 27 ottobre 1990   |                 |
| 6     | The Littlest Cowboy     |                 | 3 novembre 1990   |                 |
| 7     | Blood Money             |                 | 10 novembre 1990  |                 |
| 8     | Requiem for a Hero      |                 | 17 novembre 1990  |                 |
| 9     | Bad Company             |                 | 1º dicembre 1990  |                 |
| 10    | Star Light, Star Bright |                 | 15 dicembre 1990  |                 |
| 11    | The Play's the Thing    |                 | 29 dicembre 1990  |                 |
| 12    | Judgment Day            |                 | 5 gennaio 1991    |                 |
| 13    | Kansas                  |                 | 12 gennaio 1991   |                 |
| 14    | The Peacemakers         |                 | 19 gennaio 1991   |                 |
| 15    | Daisy                   |                 | 2 febbraio 1991   |                 |
| 16    | Color Blind             |                 | 9 febbraio 1991   |                 |
| 17    | Old Scores              |                 | 16 febbraio 1991  |                 |
| 18    | The Talisman            |                 | 23 febbraio 1991  |                 |
| 19    | The Noble Chase         |                 | 9 marzo 1991      |                 |
| 20    | Face of the Enemy       |                 | 6 aprile 1991     |                 |
| 21-22 | The Exchange            |                 | 4 maggio 1991     |                 |